# Кабаково (Башкортостан)
Кабаково (баш. Ҡабаҡ) — село в Кармаскалинском районе Башкортостана. Административный центр Кабаковского сельсовета.

## Географическое положение
Находится на берегу реки Белой. В 4 км к юго-западу от села расположена железнодорожная станция Кабаково Куйбышевской железной дороги.
Расстояние до:
- районного центра (Кармаскалы): 18 км,
- ближайшей ж/д станции (Кабаково): 5 км.

## История

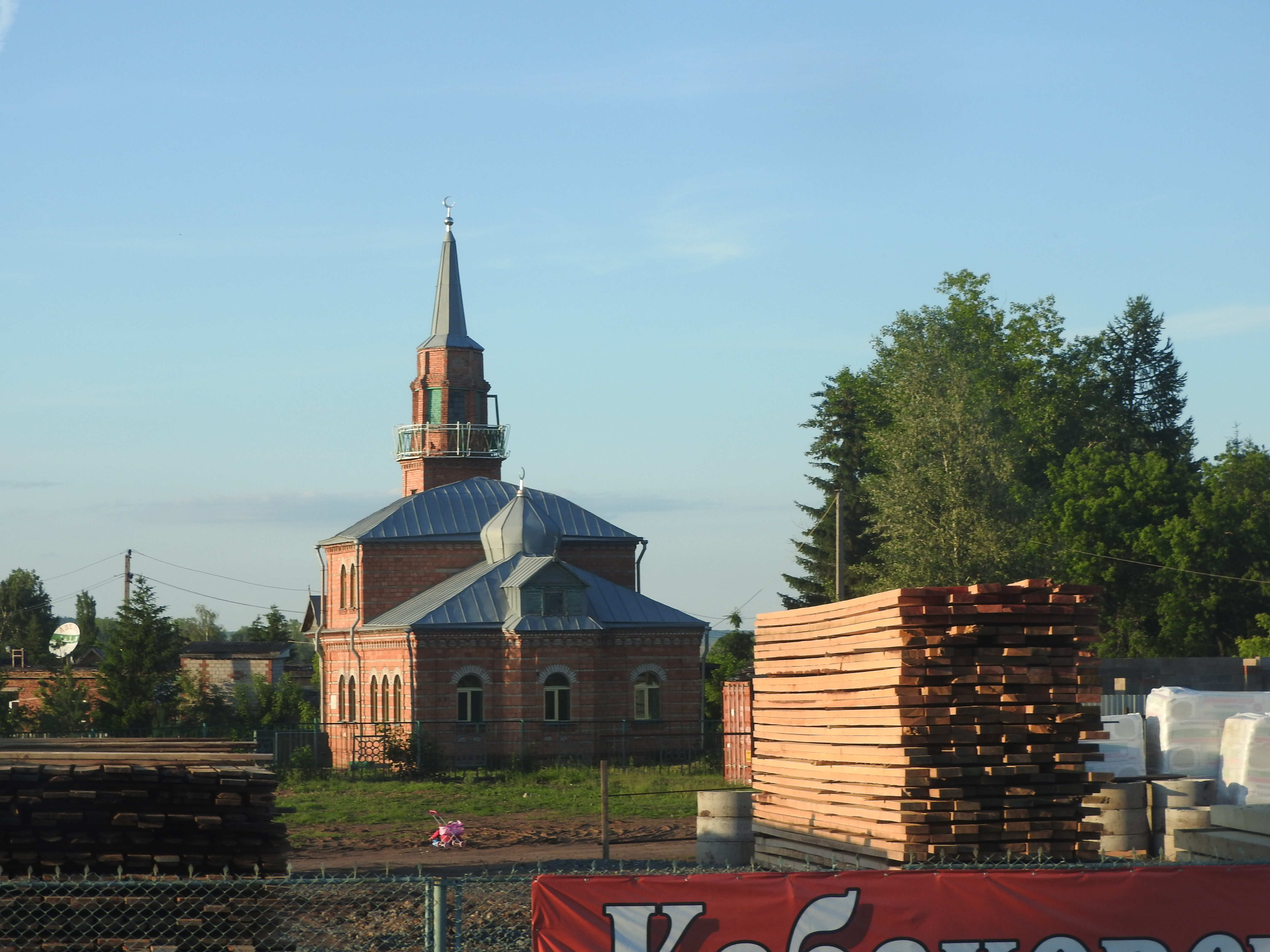
Сельская мечеть

Деревня основана тептярями в 1760 г. по договору с вотчинниками, утверждённому через год Уфимской провинциальной канцелярией. Также жили здесь другие припущенники: башкиры и мишари.
В «Списке населенных мест по сведениям 1870 года», изданном в 1877 году, населённый пункт упомянут как деревня Кабакова 3-го стана Уфимского уезда Уфимской губернии. Располагалась при реке Белой, по левую сторону Оренбургского почтового тракта из Уфы, в 34 верстах от уездного и губернского города Уфы и в 15 верстах от становой квартиры в селе Юрмаш (Юрмашский Починок). В деревне, в 85 дворах жили 544 человека (277 мужчин и 267 женщин, тептяри — 92%), были мечеть, училище. Жители занимались пчеловодством и рыболовством.
Перепись 1920 года показала 1266 человек при 249 домах.

## Население
| 1920 | 2002  | 2009  | 2010  | 2021  |
| ---- | ----- | ----- | ----- | ----- |
| 1266 | ↗3072 | →3072 | ↗3141 | ↗4049 |

Национальный состав
Согласно переписи 2002 года, преобладающие национальности — башкиры (56 %), татары (30 %).
Согласно переписи 2020 года, преобладающие национальности — башкиры (56 %), татары (28,9 %), русские (9,2 %).

## Религия
В селе есть мечеть и православная церковь Святой Варвары Скворчихинской.